# Radical 176
El radical 176, representado por el carácter Han 面, es uno de los 214 radicales del diccionario de Kangxi. En mandarín estándar es llamado 面部, (miàn bù, ‘radical «cara»’); en japonés es llamado 面部, めんぶ (menbu), y en coreano 면 (myeon).
El radical 176 puede aparecer en lado izquierdo o en la parte inferior de los caracteres que clasifica. Como ejemplo de esto se encuentran los caracteres 靤 y 靨. También puede aparecer en la forma variante 靣.

## Nombres populares
- Mandarín estándar:　面, miàn, ‘cara’.
- Coreano: 낯면부, nat myeon bu, ‘radical myeon-cara’.
- Japonés:　面（めん）, men, ‘cara’.
- En occidente: radical «cara».

## Galería
| Estilos antiguos                                 | Estilos antiguos                  | Estilos antiguos                        | Estilos antiguos                   | Estilos antiguos                   | Estilos empleados actualmente       | Estilos empleados actualmente  | Estilos empleados actualmente    | Estilos empleados actualmente   | Estilos empleados actualmente  |
|                                                  |                                   |                                         |                                    |                                    |                                     | 面                             | 面                               |                                 |                                |
| 甲骨文 jiǎgǔwén (escritura de huesos oraculares) | 金文 jīnwén (escritura de bronce) | 简帛 jiǎnbó (escritura de bambú y seda) | 篆文 zhuànwén (escritura de sello) | 篆文 zhuànwén (escritura de sello) | 隸書 lìshū (estilo de los escribas) | 楷書 kǎishū (estilo regular)   | 楷書 kǎishū (estilo regular)     | 行書 xǐngshū (estilo corriente) | 草書 cǎoshū (estilo de hierba) |
| 甲骨文 jiǎgǔwén (escritura de huesos oraculares) | 金文 jīnwén (escritura de bronce) | 简帛 jiǎnbó (escritura de bambú y seda) | 大篆 dàzhuàn (sello grande)        | 小篆 xiǎozhuàn (sello pequeño)     | 隸書 lìshū (estilo de los escribas) | 繁體／繁体 fántǐ (tradicional) | 简体／簡體 jiǎntǐ (simplificado) | 行書 xǐngshū (estilo corriente) | 草書 cǎoshū (estilo de hierba) |

## Caracteres con el radical 176
| trazos | carácter |
| ------ | -------- |
| + 0    | 面 靣    |
| + 5    | 靤       |
| + 6    | 靥       |
| + 7    | 靦       |
| + 12   | 靧       |
| + 14   | 靨       |